# ...And Justice for All (album)
...And Justice for All was Metallica's vierde studioalbum en tot dan toe (1988) het best verkopende, nog steeds zonder echte reclame en maar weinig speelduur op bijvoorbeeld MTV.
Het was ook het eerste echte album waarop Jason Newsted speelde, als opvolger van de in 1986 verongelukte bassist Cliff Burton. Op dit album staat ook het laatste nummer waaraan Burton meegeschreven heeft, namelijk To Live Is to Die.
One was het eerste Metallicanummer waarvoor een clip werd gemaakt. De clip is voornamelijk in zwart-wit. Naast beelden van de groep die in een oud pakhuis speelt, komen er beelden uit de film Johnny Got His Gun van Dalton Trumbo.

## Tracklist
1. "Blackened" – 6:42 (Hetfield, Ulrich, Newsted)
2. "...And Justice for All" – 9:44 (Hetfield, Ulrich, Hammett)
3. "Eye of the Beholder" – 6:25 (Hetfield, Ulrich, Hammett)
4. "One" – 7:25 (Hetfield, Ulrich)
5. "The Shortest Straw" – 6:35 (Hetfield, Ulrich)
6. "Harvester of Sorrow" – 5:44 (Hetfield, Ulrich)
7. "The Frayed Ends of Sanity" – 7:43 (Hetfield, Ulrich, Hammett)
8. "To Live Is to Die" – 9:48 (Hetfield, Ulrich, Burton)
9. "Dyers Eve" – 5:13 (Hetfield, Ulrich, Hammett)

## Bezetting
- James Hetfield – zang, slaggitaar
- Kirk Hammett – leadgitaar
- Jason Newsted – basgitaar
- Lars Ulrich – drums